# Shāhqolī Kandī
Shāhqolī Kandī (persiska: شاهقلی کندی) är en ort i Iran.   Den ligger i provinsen Östazarbaijan, i den nordvästra delen av landet, 400 km väster om huvudstaden Teheran. Shāhqolī Kandī ligger 1 746 meter över havet och antalet invånare är 161.
Terrängen runt Shāhqolī Kandī är kuperad åt sydost, men åt nordväst är den platt. Runt Shāhqolī Kandī är det ganska glesbefolkat, med 22 invånare per kvadratkilometer. Närmaste större samhälle är Naşīrābād-e Soflá, 18,2 km nordost om Shāhqolī Kandī. Trakten runt Shāhqolī Kandī består i huvudsak av gräsmarker.